# Otto Schmeil
Franz Otto Schmeil (Grosskugel, Kalbestal, 3 de febrero de 1860-Heidelberg, 3 de febrero de 1943) fue un biólogo, pedagogo, y escritor alemán. Es considerado un reformador de la enseñanza de la biología.
Schmeil fue coautor con Jost Fitschen de la célebre Flora von Deutschland und seinen angrenzenden Gebieten (Flora de Alemania y sus áreas vecinas) con la primera edición aparecida en 1903. Este libro para la determinación a campo, es conocido como el Schmeil-Fitschen, y ya está en su 94.ª edición, en 2009.

## Vida
Schmeil era hijo de un maestro de escuela de pueblo, y concurrió en Gröbers a su escuela. Después de que su padre murió en un accidente durante una excursión escolar. De los 10 a los 14 años, estudió en Franckeschen Stiftungen, en Halle (Saale), y también estuvo en el orfanato local. Schmeil se propuso aprender, como su padre y su abuelo, la formación de profesores. En 1874 asistió a estos dos años y medio, la Royal Institution Präparanden en Quedlinburg, 1877, y luego fue al seminario en Eisleben, donde pasó el examen final en 1880.
En ese año de 1880, llegó su primer trabajo como maestro en la pequeña ciudad de Zörbig, donde conoció a su futura esposa Bertha Denck. En 1883, enseñó en la de Halle (Saale), donde fue elegido presidente de la asociación local de maestros.
Aprobó el examen de Mittelschullehrerpüfung, en 1887, y el de rector en 1888, clasificándose para tareas futuras. Su interés desde tiempo atrás era la biología. A tiempo parcial, Schmeil estudió biología en la universidad. Y, en 1891 obtuvo su doctorado "summa cum laude" con una tesis sobre los copépodos (Copepoda) en Leipzig, con Rudolf Leuckart .
El 12 de octubre de 1889, ingresó a la Logia Masónica Las cinco torres, en Halle (Saale). Durante su estancia en Marburg, participó como conferencista. Y en Heidelberg se desempeñó como masón, en el directorio de miembros identificados de Rosacruces
En 1894, se hizo cargo de la rectoría de la escuela primaria, en Magdeburgo, donde cuarenta maestros enseñaban a 1.400 estudiantes. Allí comenzó a reformar la enseñanza de la historia natural, que encontró su expresión en las plantas, en el jardín de la escuela. Publicó los memorandos de educación pública en 1896: „Über Reformbestrebungen auf dem Gebiet des naturgeschichtlichen Unterrichts (En los esfuerzos de reforma en el campo de las lecciones de historia natural.“) Los libros de texto para la enseñanza de la historia natural dejaron atrás el enfoque morfológico anterior, hacia una observación de la naturaleza y el descubrimiento de relaciones causales. En particular, se modificaron los libros de texto universitarios, con data de arreglos taxonómicos y la yuxtaposición de las características taxonómicas más importantes de las especies individuales orientados a las descripciones, el comportamiento, la ecología, y otros fenómenos biológicos importantes. Hacer eso: la observación de la naturaleza, era un requisito previo esencial. A partir de esos puntos de Schmeil, creados a partir de 1898, escribió libros de texto de zoología y de botánica.
Desde 1900, publicó directrices abreviadas para estudiantes y educadores. En sus obras, entró la antropología y la educación para la salud. Sus libros se caracterizan por un texto de fácil comprensión, tablas, dibujos, y - por primera vez en libros de texto de biología - incluso a partir de fotografías. Como ejemplo de su estilo distintivo, lo que demuestra su amor por la naturaleza y en los libros de biología de hoy en día, se puede encontrar la siguiente cita sobre Felis silvestris catus: 

"Para muchas personas es también una mascota querida. Estamos muy contentos con sus movimientos hábiles, su familiaridad y la limpieza: ¡con qué cuidado se limpia su piel suave!" . - Otto Schmeil: Leitfaden der Tierkunde (Directrices de Ciencia Animal), reimpresión sin cambios de la 169ª edición, 1949

También son típicas las tareas prácticas tales como: 

"1 ¡Mira el gato mientras sostiene a sus hijos y juega con ellos! Determina cada dos semanas, el tamaño y el peso de los gatitos! [...] 3 Toque de los bigotes de un gato dormido! [...] 5 Listo para la figura en la página 25 es un modelo de Katzenzehe a: cortar trozos de cartón que representan las falanges, se adhieren a un miembro de la junta de la garra para que pueda girar alrededor de un clavo y pegamento en las falanges otros "! – Otto Schmeil: a.a.O.

Alcanzó una fama duradera con el libro de identificación de plantas "Flora de Alemania y sus áreas vecinas" (Schmeil-Fitschen), escrito en colaboración con el profesor de Magdeburgo Jost Fitschen, apareciendo por primera vez en 1903. El libro ha experimentado cambios en las ediciones de la publicación de 95 ediciones, y sigue siendo una obra de referencia para los botánicos. Ha sido traducido a muchos idiomas y en braille. La circulación total es ahora de más de 2,5 millones de copias.
Schmeil dejó la profesión docente en 1904, para centrarse más en su actividad de escritor. Por el Ministerio de Cultura de Prusia, por sus servicios recibió el título honorario otorgado en 1904. El resto de su vida trabajó como autor de libros. En primer lugar Schmeil fue a Marburgo, y luego a Wiesbaden. En 1908 se trasladó a Heidelberg, donde iba a construir un chalet en Wolfsbrunnenweg y la colección de la Universidad en la que estaba disponible.
Su hijo Werner (nacido el 10 de mayo de 1896 en Magdeburgo, † 2 de mayo de 1968 en Heidelberg) fue un editor desde 1934; y activo en la dirección de las publicaciones, en Leipzig. Desde la empresa en la que ya no continuará después de la guerra, se trasladó la sede de la empresa en Heidelberg.

## Obra
- Beiträge zur Kenntnis der Süsswasser-Copepoden Deutschlands mit besonderer Berücksichtigung der Cyclopiden, 1891, Disertación, in Zeitschrift für Naturwissenschaft 64, 1891
- Deutschlands freilebende Süsswasser-Copepoden, in Bibliotheca zoologica, 1892, 1893
- Über die Reformbestrebungen auf dem Gebiet des naturgeschichtlichen Unterrichts, 1896
- Lehrbuch der Zoologie, 1898
- Leitfaden der Zoologie, 1900
- Lehrbuch der Botanik, 1903
- Der Mensch, 1904 (85.ª edición de 1936, en nationalsozialistischen Rassenhygiene (higiene racial nazi) editado por Paul Eichler, con el subtítulo: Menschenkunde, Gesundheitslehre, Vererbungslehre, Rassenhygiene, Familienkunde, Rassenkunde, Bevölkerungspolitik (Antropología, ciencias de la salud, genética, eugenesia, estudios familiares, raza, población)
- Leitfaden der Botanik, 1905
- Schmeils Biologisches Unterrichtswerk: Pflanzenkunde
- Schmeils Biologisches Unterrichtswerk: Tierkunde
- Flora von Deutschland und seinen angrenzenden Gebieten, 1903 (junto con Fitschen); edición de febrero de 2003 en Flora von Deutschland und angrenzender Länder, ISBN 3-494-01328-4.